# Graffiti na pilíři Karlova mostu

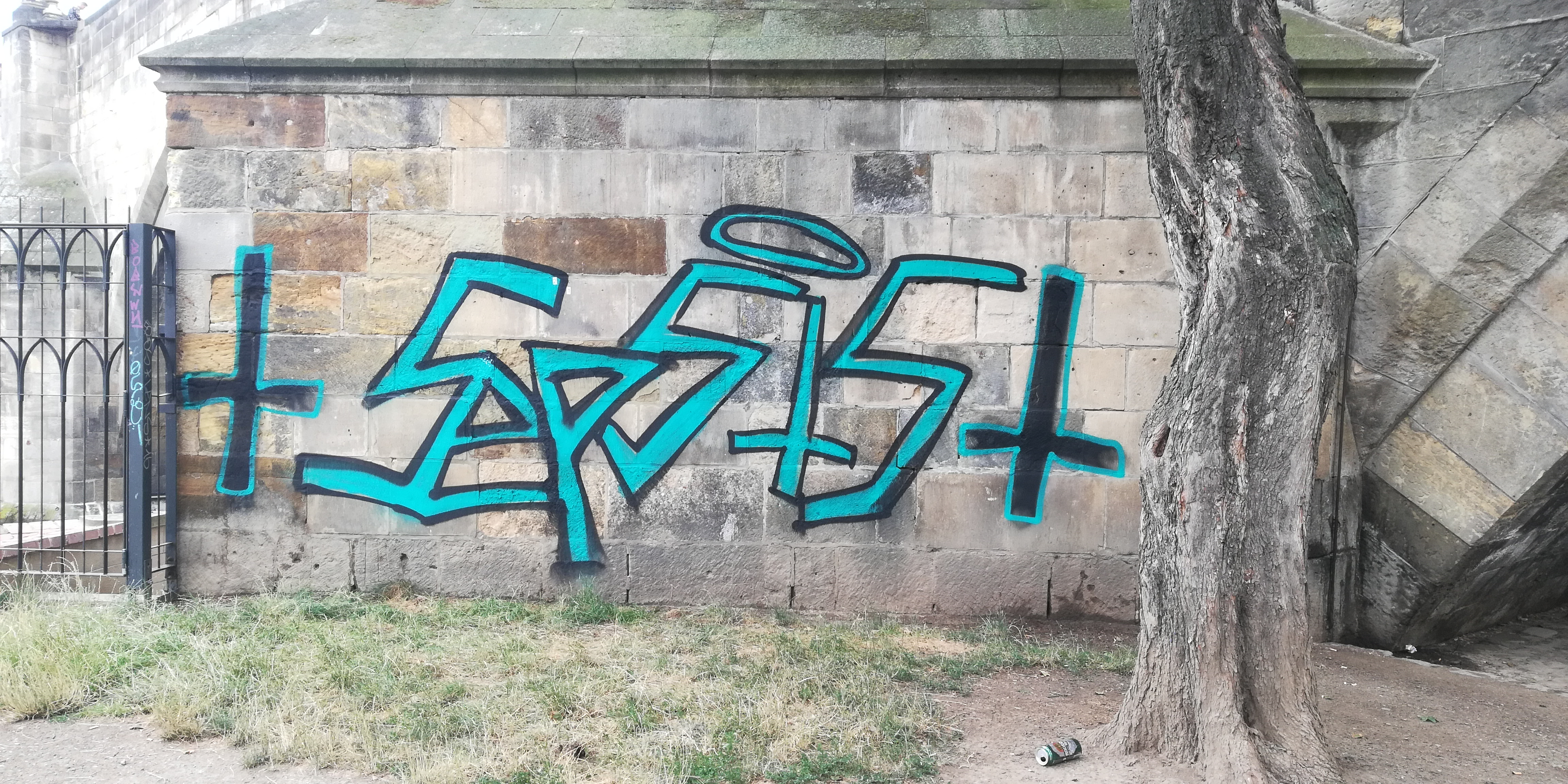
Nápis z 15. července 2019

Graffiti na Karlově mostě, které vytvořili 15. července 2019 dva němečtí turisté ve věku 23 a 30 let na severozápadní straně 10. pilíře pod sochou sv. Judy Tadeáše u hlavního břehu ostrova Kampa, vyvolalo mimořádný zájem médií a politických představitelů. Primátor Zdeněk Hřib je označil za naprosté kulturní barbarství a totéž zopakoval i německý velvyslanec v České republice Christoph Israng s tím, že tato chaotická čmáranice Němce naplňuje hanbou a omlouvají se za ni. Vedoucí odboru péče o památkový fond Národního památkového ústavu Martin Pácal uvedl, že tento rozsah poškození se vyskytl prvně. Jedenáctý den po vzniku nápisu uzavřel správce mostu, TSK hl. m. Prahy, s restaurátorem Janem Mjartanem smlouvu o odstranění ve lhůtě 20 dnů za cenu 40 tisíc Kč, přičemž oprava měla být provedena pomocí chemických rozpouštědel a kuchyňského kartáčku. Mezitím památkové oddělení magistrátu zamítlo návrh firmy, které nabízela odborné očištění laserem zdarma a na počkání. Situaci pak zkomplikoval občan a podnikatel Miloslav Černý, který nápis v neděli 28. července 2019 tajně a bez souhlasu správce a úřadů během dvou hodin odborně odstranil sám. Restaurátor i správce mostu jej zpočátku obviňovali z neodborného postupu a možného poškození mostu, ale laboratorní zkoumání správce přesvědčilo, že zdivo poškozeno nebylo. Primátor jeho guerillovou metodu ocenil a tento případ označil za pomyslný vztyčený prst nad nastavenými procesy magistrátu. Rovněž uvedl, že jej překvapil postup, který byl zvolen pro čištění restaurátorem Mjartanem.

## Vytvoření nápisu a potrestání pachatelů
15. července 2019, kdy dva němečtí turisté ve věku 23 a 30 let posprejovali pilíř na Kampě směrem k ulici U lužického semináře nápisem „SEPSIS“ o výšce 2 metrů a šířce 5 metrů. Policií byli dopadeni při činu. Jeden z nich soudu uvedl, že byli opilí a neuvědomili si, o jak významnou památku se jedná.
Hned 18. července 2019 Obvodní soud pro Prahu 1 rozhodl o jejich vyhoštění z České republiky (opustit ji museli do páteční půlnoci) na dobu pěti let, peněžitých trestech ve výši 100 000 korun, povinnosti uhradit způsobenou škodu a roční tresty odnětí svobody s podmíněným odkladem. Rozhodnutí údajně nabylo ihned právní moci, obhájce však proti němu později podal odpor a proto soudkyně nařídila na 4. září 2019 hlavní líčení.

## Hodnocení vandalství
Primátor Zdeněk Hřib označil posprejování za naprosté kulturní barbarství a jako důvod k jeho netolerování uvedl, že město nabízí mnoho legálních ploch pro graffiti. Německý velvyslanec v ČR Christoph Israng primátorovi přisvědčil a na Twitteru uvedl: „Tato chaotická čmáranice je činem kulturního barbarství. Nás Němce to naplňuje hanbou. Omlouváme se. Návštěvníci tohoto úžasného města k němu musí mít respekt.“
Martin Pácal, vedoucí odboru péče o památkový fond Národního památkového ústavu, uvedl, že drobná poškození se řeší každou chvíli, ale tento rozsah je prvně.

## Postup správce mostu a památkářů
Technická správa komunikací hl. m. Prahy usoudila, že k odstranění tak rozsáhlého graffiti je nutný památkáři schválený restaurátorský záměr, který určí metodu, jež nenaruší kámen. Restaurátoři odebrali vzorky k expertize složení použitých sprejů, a následně byl připravován „restaurátorský záměr“, který měl reflektovat laboratorní výsledky. Podle Pácala „bude způsob odstranění po chemické stránce, tedy rozpouštědly“, protože mechanickým způsobem by došlo k narušení kamene do hloubky a po poškození by zůstala stopa. Rozpouštědla podle něj naruší barvu tak, aby šla snáze smýt, přičemž existuje celá škála různých emulzí, které naměkčují poškozený povrch. Kromě toho Pácal zmínil za další alternativní prostředky například laser.
V pátek 26. července 2019 podepsala TSK smlouvu s restaurátorem Janem Mjartanem, podle níž měl nápis odstranit do 15. srpna 2019 za 40 tisíc Kč. Metodu čištění museli schválit památkáři z pražského magistrátu i generálního ředitelství Národního památkového ústavu. Restaurátorskému záměru předcházel rozbor použitých sprejů. Práce zahájil Jan Mjartan spolu s asistentkou za velkého mediálního zájmu v sobotu 27. července 2019 ráno a pracovali zde asi do 17 hodin. Uvedl, že lépe se daří odstraňovat černou barvu a tyrkysová je odolnější, a zatím odmítl odhadovat, zda na kamenech zbudou po sprejích stíny. Chemické prostředky nechali působit 30 minut a následně pod fólií déle než hodinu, protože „několik minut“ doporučených výrobcem údajně nestačilo. Poté se pokoušeli nápis smýt čističem, kartáčkem a tlakovým proudem vody. Následující pondělí měli průběh prací přijít zkontrolovat památkáři.
Podle TSK byl nápis proveden alkyd-akrylovými barvami a protože jejich účinným rozpouštědlem jsou organická rozpouštědla, byla podle smlouvy s restaurátorem základním prostředkem čistění. Postup navrhuje restaurátor, následně ho schvalují památkáři z pražského magistrátu i generálního ředitelství Národního památkového ústavu.
Miloslav Černý později uvedl, že ho překvapilo, když viděl, že restaurátoři používají přípravek Graffiti Stop 2, který je to nejlevnější, co můžete koupit v každé drogerii.
Primátora překvapilo, že na čištění restaurátorem nakonec mělo být použito běžné čistidlo a kuchyňský kartáč.
Podle primátora Hřiba ještě před odstraněním nápisu oslovila magistrát firma, která nabízela odstranění za použití laseru zdarma, ale tento postup zamítlo oddělení památkové péče na magistrátu.
Slavnostní zahájení odstraňování nápisu ukázalo, že vyjádření městských památkářů bylo jen obecným shrnutím dostupných postupů a nerozhodlo o nějaké konkrétní metodě; restaurátor se rozhodl vyzkoušet různé chemické prostředky a kartáček, přičemž následně o svých metodách do televize prohlásil: „V tomto případě to nezabralo.“ Česká tisková kancelář se zmínila o jeho výroku, že nechce odhadovat, zda na kamenech zbudou po sprejích stíny. Šlo tedy o metodu pokus-omyl. Restaurátor zjevně nebyl v problematice odstraňování graffiti vzdělán a odbornický nádech spojený s laboratorními zkouškami a dlouhým čekáním byl založen na přístupu „zkusíme a uvidíme“. iROZHLAS se ztotožnil s názorem, že by nápisy z památek měli odstraňovat odborníci, ale vyjádřil pochybnost, zda takovými odborníky jsou právě ti památkáři, kteří vyberou delší, složitější a dražší způsob odstranění grafitti a čištěním pověří člověka, který nepozná běžné čištění a spekuluje o záhadných chemikáliích. iROZHLAS připomněl, že TSK už jednou graffiti z mostu odstraňovala, měla to hotové druhý den a nikdo nezaznamenal zděšení památkářů, že by byly poškozeny nějaké kameny. Za pravděpodobnější považuje, že zakázka je projev letitého systému „brácha na bráchu“.

## Odstranění nápisu
V neděli 28. července 2019 po páté nebo po čtvrté hodině ráno však neznámá osoba během dvou hodin nápis odstranila tak, že z laického pohledu po něm nebyly viditelné žádné stopy. 
Restaurátor Jan Mjartan objevil nový stav při svém příchodu v neděli v 10 hodin. Později uvedl: „K očištění došlo nějakým proudem. Na zemi jsou stékance. Zda byla použita chemikálie, nemusíme nyní poznat. Pokud to byla chemikálie, byla by to jistě těkavá látka, která nemusí být cítit.“ Podle Českého rozhlasu dokonce Jan Mjartan přímo tvrdil, že „poškození mostu je nepozorovatelné, protože chemie, kterou někdo na vyčištění nejspíše použil, vnikla do kamene,“ a že jiná možnost, než odstranění pomocí chemie, není, protože tak silný proud vody, který by to mohl dokázat, by kámen poškodil. Uvedl: „To už jsme v sobotu zkoušeli a zdálo se, že je to velice rezistentní. A kdyby to byla horká parní vapka, ta taky nedává takový výkon. Musel by mít přístroj, který neznáme.“ Poté, co server iROZHLAS položil Janu Mjartanovi několik dotazů, Mjartan jakýkoli komentář odmítl.
Mluvčí TSK Barbora Lišková k tomu uvedla, že na zdi zůstaly zbytky zateklé barvy a do spár mohlo zatéct také ředidlo. Památkáři na místě odebrali vzorky kamene a ze spár, aby laboratorně zjistili, jaký prostředek byl k očištění použit a zda při zásahu nemohlo dojít k poškození kamene i do budoucna chemikálií neslučitelnou s pískovcem. Poté měl být zvolen další postup a restaurátor bude muset dočistit části, kde zůstala barva a kde zatekla do spár nebo zůstala na kameni. Mluvčí TSK uvedla, že smlouva s restaurátorem je i nadále platná, stejně bude muset být proveden restaurátorský zásah a ještě se k tomu dělají laboratorní zkoumání.
K očištění pilíře se zpočátku nikdo nepřihlásil, městské kamery podle sdělení mluvčí TSK na místě nejsou. Policie na očištění neobdržela žádné trestní oznámení, ale z vlastní iniciativy se pustila do obecného prověřování věci, nepojala však zatím podezření z konkrétního trestného činu. „Experti z firem, které se odstraňováním graffiti zabývají“ se podle Aktuálně.cz shodli na tom, že neodborné vyčištění mohlo být záměrnou snahou znehodnotit práci restaurátorů. Podle Jana Kučery ze společnosti Austur nelze vyloučit ani odstranění někým ve spolupráci s podezřelými, kteří se chtěli vyhnout vysokým nákladům na opravu, a je také velmi pravděpodobné, že někdo chce odstranění použít k reklamním účelům. Jednatel firmy „A Servis Lipka“ Petr Lipka uvedl, že profesionální stoprocentní chemické odstranění tohoto nápisu by u jeho firmy stála 5390 Kč bez DPH a zabralo by tři hodiny, mechanická oprava neodborně odstraněného graffiti o stejném rozsahu na stejném místě by stála i trvala přibližně dvakrát tolik.
Ve veřejné diskusi byla v nadsázce za „pachatele“ nápravy označována Bílá paní z filmu Zdeňka Podskalského z roku 1965; ve stejném duchu později primátor prohlásil, že teď už je jasné, že graffiti neodstranily chobotničky.
Jako ilegální čistič se ve čtvrtek 1. srpna 2019 policii sám přihlásil Miloslav Černý, který se likvidací graffiti živí. Uvedl k tomu: „Nemohl jsem chodit okolo, vědět, že to mohu odstranit a nic neudělat.“ K přiznání jej přiměly spekulace, které byly rozvíjeny o tom, kdo nápis odstranil, i jednostranná a realitě neodpovídající vyjádření, jako že odstranění bylo neodborné. Přitom popřel, že by motivem jeho přiznání byla snaha prezentovat či zviditelnit svou práci. Když však začal číst vyjádření policie, jak hledají toho, kdo graffiti odstranil, začal se bát a bojí se i po svém přiznání. Uvedl, že podobných zákroků, placených i neplacených, provedl už stovky, protože je přesvědčen, že když v Praze žije, musí pro ni také něco udělat a je v jeho zájmu, aby ten prostor nějak vypadal. Chodit kolem posprejovaného Karlova mostu a vědět, že s tím můžete udělat krátký proces, nebo chodit kolem a dívat se na to, označil za otázku vlastního svědomí. Na otázku, zda ho nenapadlo jednat s úřady a vlastníkem, uvedl, že pokud žijete v podmínkách České republiky, tak tato představa je mimo mísu, protože se s vámi nikdo nebude bavit a blížil se konec doby, po kterou jdou nápisy ještě šetrně odstranit, a následně už je to složitější. K odstranění použil silnou vysokotlakou wapku, která dosahuje tlaku 250 barů nebo až 500 barů a teplotu na hraně bodu varu, tedy páru. K odstranění je podle něj důležitá teplota a reakční doba, kdy se do odstranění pustíte, protože pokud by nápis zůstal neodstraněn čtrnáct dnů, tak se barvy stabilizují a je obtížnější je šetrně odstranit, což bylo i důvodem, proč se k zákroku odhodlal. Připustil, že na zdivu mohly zůstat zbytky barev, a přislíbil, že je ochoten je zdarma dočistit. V rozhovoru pro iDnes.cz uvedl, že ho mrzí oplétačky, které z toho vznikly, a že očekává, že bude policií zřejmě obviněn z poškozování cizí věci.
Policie potvrdila, že se jí přihlásila osoba, která nápis odstranila, a že probíhá prověřování, avšak dosud nejsou žádné podklady k zahájení trestního řízení.
Mluvčí TSK hl. m. Prahy poté potvrdila, že podle laboratorních výsledků nedošlo odstraněním graffiti k poškození zdiva. Ačkoliv původně TSK označila odstranění za neodborné, 1. srpna 2019 uvedla, že o podání trestního oznámení neuvažuje a vzhledem k tomu, že nedošlo k poškození mostu, nebudou zřejmě žádná další opatření potřeba. Osoba operující facebookovým účtem „Zdeněk Hřib – primátor města“ na tomto účtu primátorovým jménem „navečer“ uvedla, že navrhne, aby bylo Černému za jeho pomoc zaplaceno.
Vedoucí památkového oddělení magistrátu Jiří Skalický poté prohlásil, že na neodbornosti odstranění i tak trvá, a osvětlil důvody, proč spolu s restaurátorem a zástupci Technické správy komunikací partyzánskou akci neschvaluje: „Tak jako si každý nemůže na národní kulturní památku jen tak čmárat, totéž platí i o odstranění čmáranic.” Novinky.cz jeho postoj prezentovaly tak, že „zhrzení památkáři nemohou skousnout vyčištění Karlova mostu obyčejnou vodou“.
Policie došla v září 2019 k závěru, že při čištění graffiti Miloslavem Černým nevznikla žádná škoda, tedy se nejedná o přestupek ani trestný čin, a věc odložila. Miloslav Černý ocenil objektivní přístup policie.
Technická správa komunikací hl. m. Prahy převzala dílo od restaurátora Mjartana 16. srpna. Míra vyčištění ke dni převzetí podle ní odpovídá požadavkům památkové péče. K 21. srpnu mluvčí TSK uvedla, že zatím nebylo panem Mjartanem nic fakturováno a TSK čeká na závěrečnou zprávu, která je součástí zakázky jako celku a že cena včetně všech zpráv a stanovisek, laboratorních zkoušek, dočištění a retuše činí 25 tisíc korun. Bezplatné služby čističe Černého TSK podle slov své mluvčí nevyužila proto, že restaurátor Mjartan je autorizovaný restaurátor, oprávněný vykonávat zásahy na národní kulturní památce, musí být řádně pojištěn, musí využívat akreditovanou laboratoř a připravený technický postup musí konzultovat s OPP MHMP a NPÚ. Část práce přitom podle TSK reálně odvedl.

## Dozvuky kolem postavy Miloslava Černého
2. srpna 2019 Miloslav Černý s iDnes.cz natočil přiznání, že si nezaslouží a nechce gloriolu, protože je velký darebák a zločinec, který v minulosti neomluvitelně zavraždil dva lidi. Uvedl, že mu přišly asi dva tisíce děkovných e-mailů, které však ani nečetl a nechce je dostávat, stejně jako nechce být navrhován na státní vyznamenání. Popsal svůj zločin a svoji cestu k nápravě, přičemž v některých bodech se jeho pojetí lišilo od toho, jak události pojímal v roce 2000 soudce Bernát, jehož senát ho tehdy odsoudil. Uvedl, že důvod, proč si vybral současné podnikání, je i ten, že odstraňování graffiti, ničení plevelu vroucí vodou a podobně má i etický rozměr, a není to tedy jen o byznysu, ale dělá něco s přidanou hodnotou. Uvedl, že ho potěšilo, že byl požádán primátorem o účast se workshopu o moderním odstraňování graffiti, a rovněž uvedl, že graffiti nevnímá jen negativně, ale dokáže i uznat jeho uměleckou hodnotu. K antigraffiti programům se dostal během svého pobytu v Anglii, kde po svém propuštění z vězení mimo jiné pracoval u myčky aut a spolupracoval s charitativní organizací. Primátor Hřib však následujícího dne potvrdil, že se s čističem i nadále chce setkat, protože trest si odpykal a chce být užitečný. Zároveň uvedl, že náprava a návrat odsouzených do společnosti je důležitým aspektem funkčního a bezpečného státu a že pan Černý by mohl svůj příběh spojit například s projektem yellowribbon.cz, který se věnuje tématu zaměstnávání bývalých vězňů.
Podle satirického článku Jakuba Kučery z 5. srpna 2019 přelom července a srpna 2019 náhodou trávil v Praze britský filmový scenárista a režisér Christopher Nolan. Příběh ho okamžitě zaujal a na svém facebooku ho komentoval slovy: „Je jako Batman, ale mnohem autentičtější.” Označil jej za „neobyčejný příběh plný humoru a tragédie, pokání a překvapení“, který chce předat celému světu. Uvedl, že Praha je neuvěřitelně inspirativní, ale tohle by ho nenapadlo ani ve snu.” Vzápětí zkontaktoval hned několik hollywoodských studií a celý příběh Miroslava Černého hodlá v Praze natočit. Sám už údajně k 5. srpnu měl napsaných asi 50 stránek scénáře. Jako první kandidát pro hlavní roli ho napadl Leonardo DiCaprio. Ten má hned 6. srpna 2019 přiletět do Prahy, aby si prohlédl Karlův most, ale už teď je jasné, že má zájem. Komplexní dramatický příběh o nevěře, vraždě, vězení, kde se viník věnuje vzdělávání, po propuštění si zařídí firmu na likvidaci graffiti a proslaví se v médiích tím, že anonymně zesměšní památkáře a stane se lokální celebritou, údajně přijde do kin za dva roky, rozpočet se má pohybovat kolem 300 milionů dolarů. Miloslav Černý má v projektu spolupracovat zejména jako konzultant ohledně techniky likvidace graffiti.
Kauza spustila v médií též sérii článků o vězeňském systému a nápravě vězňů. Například dne 7. 8. 2019 byli Černý spolu s ředitelkou spolku s názvem Mezinárodní vězeňské společenství Gabrielou Kabátovou hosty ve videopořadu Rozstřel na iDNES.cz, věnovaném tématu vězeňského systému a návratu do společnosti.
Město Olomouc pod vedením primátora Miroslava Žbánka (ANO) si firmu Miloslava Černého začátkem srpna 2019 objednalo za 10 tisíc Kč na odstranění dvou křídových červených čar o délce zhruba po 100 metrech na chodnících v ulici 8. května v centru města, kterými chtěli aktivisté z řad radniční opozice upozornit veřejnost na záměr města rozšířit při rekonstrukci vozovku o parkovací pruh na úkor chodníků. Tento triumf nad opozicí představitelé města spojili s prezentací činnosti firmy pana Černého, s níž údajně město spolupracovalo již 4 roky předtím, a to na likvidaci plevele a žvýkaček v centru města. Firma představitelům města a Technických služeb předvedla odstraňování graffiti či vylepených plakátů. O odstraňování graffiti projevilo vedení města zájem již před Černého akcí na Karlově mostě a údajně to s ní nijak nesouviselo, některá média však souvislost firmy s případem Karlova mostu zdůrazňovala.

## Dopady na přístup města
Primátorský účet uvedl, že se panu Černému ani nediví, že se do toho tak trochu po „pirátsku“ pustil sám. Vyjádřil spokojenost, že TSK po analýze neshledala žádné nedostatky v postupu Miloslava Černého, a vyslovil naopak pochybnosti o přístupu magistrátu. Tento případ označil za pomyslný vztyčený prst nad nastavenými procesy magistrátu, a vyjádřil pevnou víru, že díky zdokonalení těchto procesů nebude veřejnost muset sahat po guerillových řešeních, která nejsou bez rizik. Přislíbil, že vedení města bude řešit systémový přístup k takovýmto situacím.
Hřib zároveň ve čtvrtek 1. srpna 2019 oznámil, že magistrát bude v pondělí 5. srpna 2019 od 16:30 hodin pořádat workshop na téma odstraňování graffiti, na který pozve Černého, přičemž součástí má být praktická ukázka čištění na limnigrafu Na Františku. Akce se mají zúčastnit odborníci a zástupci Technické správy komunikací hl. m. Prahy. Generální ředitelství Národního památkového ústavu podle mluvčí pozvánku neobdrželo, ředitel pražského pracoviště Ondřej Šefců pozvánku dostal, ale z účasti se omluvil. Vedoucí oddělení památkové péče na pražském magistrátu Jiří Skalický na otázky novinářů nereagoval. Miloslav Černý uvedl, že by na akci nerad chyběl a je připravený předvést i další dvě technologie.